# Ngựa Thuần Chủng
Ngựa Thuần Chủng hay còn gọi là ngựa Nòi, hay ngựa Ăng lê (Anglais) là giống ngựa được lai phối từ những con ngựa đực Ả Rập và ngựa cái của Anh từ cuối thế kỷ 17. Giống ngựa này được lai tạo để phục vụ cho việc đua ngựa, ngựa đua phải là ngựa Thuần Chủng Cần lưu ý rằng đây là tên của một chủng loại ngựa nổi tiếng nhất thế giới hiện nay mà không phải thuần chủng theo nghĩa đơn giản là bất cứ chủng loài ngựa thuần khiết, trong tiếng Anh giống ngựa này có tên là Thoroughbred và trong tiếng Việt viết là Ngựa Thuần Chủng và phải viết hoa chứ không phải là ngựa thuần chủng. Ngựa thuần chủng có xuất xứ từ vương quốc Anh, là loài ngựa nổi tiếng nhất thế giới hiện nay, có tốc độ phát triển nhanh nhất, có đặc trưng điển hình của ngựa đua đó là cấu trúc cơ thể có chỗ để ngồi. Các cuộc đua ngựa nghiêm túc ngày nay đều chỉ dùng ngựa Thuần Chủng và mang tên là Đua ngựa Nòi (Thoroughbred Racing).

## Lịch sử
Chủng loại ngựa Thuần Chủng được phát triển trong thế kỷ 17 tại Anh và được định hình dần ở thế kỷ 18. Đấy là kết quả lai tạo giữa 1 loài ngựa cái tốt nhất ở Anh với một trong ba loại ngựa đực nổi tiếng thời điểm bấy giờ là Ngựa Ả Rập, Ngựa Barb (Ngựa Bắc Phi) và Ngựa Turkoman (Trung Đông, nay đã tuyệt chủng). Nòi ngựa này có tầm vóc cao lớn, từ 1m4 tới 1m5, nặng tới 400 ký, gồm Hồng Mã (màu nâu đỏ) và Bạch Mã (màu lông trắng). Vóc dáng cũng khỏe mạnh cân đối như các nòi ngựa chiến trên, nên thuở xưa, nước Anh giữ ngôi vị bá chủ thế giới trong hằng bao thế kỷ cũng nhờ đoàn kỵ binh kiêu hùng và thiện chiến. Từ cuối thế kỷ 18, ngựa Thuần Chủng bắt đầu lan rộng ra phạm vi ngoài nước Anh. Nó được nhập vào Mỹ, Nhật, Australia, châu Âu, và ngày càng phát triển.
Hiện có hàng triệu con ngựa Thuần Chủng trên khắp thế giới, mỗi năm lại có khoảng 180 nghìn con được đăng ký mới. Hiện nay Ngựa Thuần Chủng đa phần được sử dụng trong các cuộc đua, đây cũng là loài ngựa được đánh giá là đắt giá nhất thế giới. Với danh hiệu loài ngựa đắt giá nhất thế giới, việc sử dụng một con ngựa thuần chủng phải thông qua rất nhiều giấy phép và thủ tục phức tạp. Thủ tục đăng ký con ngựa Thuần Chủng cũng chặt chẽ, với danh tính bố mẹ cùng nơi sinh, ngày sinh rõ ràng chẳng khác gì người ta làm giấy khai sinh.Trên nguyên tắc, thông qua sổ sách được lưu trữ ở các tổ chức có thẩm quyền và đầy uy tín. Có thể lần ngược nguồn gốc của một con ngựa Thuần Chủng, cho đến cội nguồn của nó: con ngựa cái này ở Anh và con ngựa đực nào thuộc một trong 3 chủng loại Arab, Barb, Turkoman được nhập khẩu cách đây những 400 năm.
Tương truyền, sau khi lên ngôi, sứ giả nước Anh là Chapman tới yết kiến, Nguyễn Nhạc đặt vấn đề có ngay một con ngựa Ăng Lê. Thái Đức hoàng đế đặc biệt muốn có ngựa ngoại với bất cứ giá nào và ông đã nhờ Chapman chuyển thư cho Toàn quyền Bengale yêu cầu một con ngựa nâu sẫm với đôi tai nhỏ và đẹp, dựng đứng lên trong chuyến tàu sớm nhất cập vương quốc của mình qua cảng Thi Nại. Ngày nay, ở Việt Nam, có nhập và nuôi ngựa Thuần Chủng trên Tây Nguyên ngày càng sinh sôi đông đúc. Đến nay đã được 116 con. Để nhập được những con ngựa thuần chủng Ăng Lê và nòi ngựa quý của Đức, ngựa Ả rập, ngựa Mông Cổ, người nuôi trực tiếp dự một phiên đấu xảo ngựa ở Úc để đấu giá từng con. Số ngựa cỏ, ngựa lai đủ màu trên Langbiang mà nhìn thấy đàn ngựa Ăng lê thuần chủng ở Krông Á to lớn gần gấp đôi, có nhiều con đực cao tới mét bảy nặng bốn tạ, có con nặng tới gần nửa tấn.

## Đặc điểm
Các đặc điểm của Ngựa Thuần Chủng như đầu nhẹ, cổ nhỏ và dài hướng về phía trước, ngực rộng, 4 chân dài, chân trước luôn có sự cong khớp xương bẩm sinh, gân thô, gân xương phân tách rõ ràng, móng chắc chắn. Ngựa Thuần Chủng đực trưởng thành cao 159.0 cm, vòng ngực 183.0 cm, ống tròn 20.0 cm, con cái có số đo lần lượt là 156.4 cm, 179.2 cm và 19.2 cm, sức kéo lớn nhất là 40 kg. Trong 300 năm qua, chúng không ngừng được cải tiến nòi giống để nổi bật những tố chất cần thiết của một chiến mã chuyên nghiệp gồm cao to, mạnh mẽ, thể hình tuyệt đẹp và tốc độ tuyệt vời. Tốc độ đạt nhanh nhất của ngựa thuần chủng ở cự ly từ 1 đến 3 km và tốc độ cực đại hơn 60 km/giờ.
Ngựa thuần chủng không có con cái, cái tên thuần chủng có ý nghĩa như vậy. Khoảng 1 tuổi 2 tháng thì mã phu dẫn chúng đi gặp bác sĩ thú y để tuyệt nọc tức là phải bị thiến. Ngựa thuần chủng là giống ngựa đua ưu việt nhất thế giới hiện nay. Tuy nhiên sức đề kháng của chúng kém xa so với các loài gia súc và ngựa cỏ nên chi phí chăm sóc chúng rất tốn kém. Chiều cao trung bình của ngựa thuần chủng là 1m70. Riêng chiều dài của 2 cặp giò chiến là 1m-1,2m. Có hai loại móng dành cho ngựa thuần chủng. Loại móng thông thường dành cho tập luyện và sinh hoạt hàng ngày sẽ được thay 3 tuần/lần. Trước mỗi kỳ đua, ngựa sẽ được thay loại móng khác bằng nhôm dẻo. Với cấu tạo cơ thể, ngực nở, lỗ mũi rộng, chân dài vượt trội so với các loài ngựa khác giúp Ngựa Thuần Chủng có tốc độ vượt trội hơn hẳn so với bất cứ loại ngựa nào khác về tốc độ. 

## Sử dụng
Các cuộc đua ngựa nghiêm túc ngày nay đều chỉ dùng ngựa Thuần Chủng. Đây cũng là chủng loại ngựa đắt giá nhất thế giới. Hình dáng và cấu trúc cơ thể (ngực nở, lỗ mũi rộng, chân dài…) giúp ngựa Thuần Chủng vượt trội so với bất cứ loại ngựa nào khác về tốc độ. Tất nhiên, không chỉ có ngựa đua là quan trọng. Thế nên, vẫn còn rất nhiều chủng loại khác được cho là quý hiếm trong thế giới loài ngựa. Trong cuộc đua, ở tốc độ cực đại những con ngựa Thuần Chủng như dính chùm vào nhau trên một đường đua không thể cho là rộng rãi. Khi đến khúc quanh, lại càng ngặt nghèo. Nhưng hầu như không bao giờ những chú ngựa cao to kềnh càng ấy va vào nhau và lăn ra ngã
Thủ tục đăng ký con ngựa Thuần Chủng cũng rất vô cùng chặt chẽ đến mức rối rắm, với danh tính bố mẹ cùng nơi sinh, ngày sinh rõ ràng chẳng khác gì người ta làm giấy khai sinh. Trên nguyên tắc, thông qua sổ sách được lưu trữ ở các tổ chức có thẩm quyền và đầy uy tín. Có thể lần ngược nguồn gốc của một con ngựa Thuần Chủng, cho đến cội nguồn của nó: con ngựa cái này ở Anh và con ngựa đực nào thuộc một trong 3 chủng loại Arab, Barb, Turkoman được nhập khẩu cách đây khoảng 400 năm. Nhìn chung Nhà nước thực hiện công tác quản lý để đảm bảo sự thuần chủng của giống ngựa này và tránh nhân giống tràn lan trên thế giới.

## Các con ngựa
- Ngựa Man O' War được chôn trong một chiếc quan tài thiết kế đặc biệt, Man O' War là một chú ngựa thuộc giống Ngựa Thuần Chủng của Mỹ. Chú ngựa huyền thoại Man O' War giành chiến thắng trong giải đua ngựa Mỹ trong những năm 1920. Chỉ mới được 2 năm tuổi, chú ngựa đã tham gia vào các cuộc đua, nó gần như là lựa chọn số 1 trong giới cá cược. Khi con ngựa này qua đời vào năm 1947, nó đã được chôn trong một chiếc quan tài thiết kế đặc biệt và được chôn cất tại Công viên Ngựa Kentucky.
- Ngựa Seabiscuit là một giống ngựa Thuần Chủng ở Mỹ ban đầu không cho thấy nhiều hứa hẹn như một con ngựa đua, nhưng tất cả thay đổi vào năm 1936, nó giành chiến thắng 11/15 cuộc đua tham gia. Câu chuyện của nó được lấy làm cảm hứng cho một số cuốn sách và bộ phim.
- Ngựa Citation (Ngựa Thuần Chủng) giành chiến thắng cuộc đua đầu tiên ở Havre de Grace, Maryland. Năm 1948, nó tiếp tục giành chiến thắng ở Triple Crown, và là con ngựa đầu tiên của Mỹ giành chiến thắng một triệu đô la. Có cả một bức tượng của nó được dựng lên để vinh danh tại Hileah Park ở Florida, Mỹ.
- Ngựa Secretariat là giống ngựa Thuần Chủng bị coi là "quá đẹp" để có thể trở thành một con ngựa đua tốt. Trong mùa giải đầu tiên vào năm 1972, nó đã chứng tỏ những nhận định sai về mình, tuyên bố tám trận thắng liên tiếp và được trao vương miện ngựa của năm. Nó là một trong ba con vật không phải người có tên trong xếp hạng "100 vận động viên vĩ đại nhất của thế kỷ XX" của ESPN, và cũng được để chân dung trong một con tem năm 1999 của Bưu điện Hoa Kỳ. Như vậy, ngựa Secretariat được để chân dung trong một con tem.
- Ngựa Smarty Jones thuộc giống ngựa Thuần Chủng là hậu duệ hùng mạnh của những con ngựa đua vĩ đại như Secretariat và thậm chí cả Man O' War. Nó liên tục giành chiến thắng tại các giải Kentucky Derby và Preakness Stakes năm 2004.
- Ngựa Barbaro là giống ngựa Thuần Chủng của Mỹ Năm 2006 là năm bất khả chiến bại của chú ngựa đua lừng danh Barbaro tại giải đua Kentucky Derby. Những kỷ lục của nó tại sự kiện được đánh dấu lớn nhất trong gần 50 năm. Trước đó, nó cũng đã giành danh hiệu cao nhất tại Florida Derby, Holy Bull Stakes, và Tropical Park Derby. Tuy nhiên, Barbaro bị gãy ba xương chân sau bên phải của mình, chấm dứt sự nghiệp đua từ đó. Cái chết vào năm 2007 của nó đã tạo ra một làn sóng đau buồn từ người hâm mộ trên toàn quốc, cũng như việc thành lập một quỹ y tế ngựa để vinh danh nó.
- Ngựa Affirmed (ngựa Thuần Chủng) là một trong những con ngựa đua hấp dẫn nhất vào thời đại của nó, khoảng những năm 1978, nó mang về cho chủ hơn hai triệu USD trong thời gian tham gia sự nghiệp đua.
- Ngựa War Admiral (Ngựa Thuần chủng) ở Lexington, Kentucky tuy không đáp ứng tốt các cửa bắt đầu, nhưng sau đó đã thay đổi vượt bậc, giành danh hiệu ngựa của năm vào năm 1937.
- Ngựa John Henry (Ngựa Thuần Chủng Mỹ) là chú ngựa nổi tiếng nhất những năm 1980, được bình chọn là con ngựa đua của thập kỷ và cũng trở thành chú ngựa đầu tiên có thu nhập hơn 4 triệu USD trong năm 1983. Nó đã giành khoảng 39 chiến thắng trong các cuộc đua. * Ngựa Phar Lap (ngựa Thuần Chủng ở Úc) đã trở thành một biểu tượng quốc gia tại Australia, nơi nó tham gia đua trong suốt 4 năm liên tục. Phar Lap đã ghi được 37 chiến thắng trên 51 cuộc đua, và có đến tám hồ sơ điều tra trước cái chết bí ẩn của nó vào năm 1932 sau khi đột nhiên bị bệnh. Điều tra pháp y về nó đã tiến hành hơn 70 năm.
- Ngựa Rock of Gibraltar huyền thoại. Kể từ tháng 4/2001 tới tháng 10/2002, con thần mã gốc Ireland đã mang lại cho Sir Alex 9 chức vô địch, trong đó có 7 danh hiệu liên tiếp, con ngựa được vinh danh là "Thần mã châu Âu", "Thần mã thế giới" năm 2002[6] Nhưng trong làng ngựa đua ở xứ sở sương mù, Sir Alex không sống bằng danh tiếng của quá khứ với những chiến tích lẫy lừng của con Rock of Gibraltar. Từ năm 2002, tuy chưa thể tìm được "thần mã" thay thế Rock of Gibraltar, nhưng Sir Alex vẫn được nể trọng với chiến thắng của những con tuấn mã như What A Friend, Harry The Viking, If I Had Him, Chapter & Verse
- Ngựa Tristram (Sir Tristram (IRE) là một trong những huyền thoại vĩ đại nhất của các đường đua - Tristram – chú ngựa giành vô số giải thưởng, đã mất vào năm 1997. Tristram được mua về chỉ một năm sau khi trại Cambridge được thành lập, khi Tristram vừa xuất sắc giành chức vô địch tại giải đua ngựa Group One. Và trong suốt sự nghiệp của mình, ngài Tristram đã giành tổng cộng 45 chức vô địch giải Group One, một kỷ lục khó phá. Ngoài ra, Tristram còn thắng giải vô địch Australia trong 6 mùa, thắng giải "The Dewar Award" 9 lần, 6 lần là nhà vô địch Giải Broodmare của Australia và 3 lần là giải của New Zealand.

Năm 2008, Tristram cũng được vinh dự có tên trong Ngôi nhà vinh danh ngựa đua của New Zealand. Câu chuyện về huyền thoại Tristram bắt đầu vào năm 1976, khi Patrick Hogan đi thăm một vài trại huấn luyện ngựa nổi tiếng từ Anh tới Ireland rồi qua Pháp. Những chú ngựa nòi thuộc dòng thuần chủng nhất ông đều xem xét kỹ và ước tính sẽ phải tốn khoảng 200.000USD để có thể sở hữu một chú ngựa thuần chủng. Nhưng vẫn chưa có con nào làm ông vừa lòng.Khi trở về New Zealand, ông nhận được thư giới thiệu Tristram, một ngựa con của ngựa vô địch giải Anh -Ivor.
Lúc này, Hogan nhớ lại lời cha một thẩm phán Ireland: Không có con ngựa nào là hoàn hảo. Vậy là, Hogan quyết định mua Tristram. Nhưng đó mới chỉ là một trở ngại. Một vụ hỏa hoạn xảy ra tại trang trại nơi Tristram đang được giữ để kiểm tra. Trong cơn hoảng loạn, một cô ngựa cái đã "tặng" cho Tristam một cú đá hậu mạnh tới mức suýt nữa đã chấm dứt sự nghiệp ngựa giống lẫy lừng của Tristram trước khi nó được bắt đầu… Thêm những trận ốm của Tristram khiến Hogan trải qua những ngày lo lắng tột cùng. Cuối cùng, những kỳ vọng và nỗ lực của ông được Tristram đền đáp bằng kỷ lục giải thưởng khó phá vỡ.
Không chỉ có Tristram mà những ngựa con sau này mà Tristram nhân giống cũng trở thành những nhà vô địch nổi tiếng như Zabeel, Sovereign Red, Dalmacia và Grosvenor trong tổng số 40 ngựa đực mang dòng máu của Tristram. Tổng cộng số tiền thưởng mà Tristram mang về trong suốt sự nghiệp thi đấu của mình lên tới hơn 50 triệu USD. Ngày 21 tháng 5 năm 1997, vài tháng trước khi tròn 26 tuổi, Tristram bị dính một chấn thương nặng ở vai và mất, chấm dứt một huyền thoại. Tristram được nhà Hogan chôn cất và dựng tượng ngay tại nơi trang trọng nhất của trang trại, như một sự vinh danh tới huyền thoại ngựa vĩ đại của đất nước New Zealand.
- Brown Panther: Trong số những con ngựa do Owen sở hữu, chỉ có hai con đáng kể là Brown Panther (5 chức vô địch) và Treble Heights (2 lần đoạt ngôi Quán quân). Owen cùng với Andrew Black - ông chủ của nhà cái Betfair lập ra trung tâm phối giống, chăm sóc và mua bán ngựa đua mang tên Manor House Stables (MHS) ở Cheshire, năm 2012 MHS xuất ra 81 con ngựa chiến thắng trên toàn thế giới, thu về 868.000 bảng. Con số này của năm 2013 vừa qua là 50 chiến thắng, thu về 700.000 bảng. Danh tiếng của Owen trên sân cỏ giúp công việc kinh doanh ngựa của MHS ngày càng thịnh vượng[6]
- I'm Fraam Govan: Với chiến thắng mới nhất của I'm Fraam Govan ở đường đua Kempton Park, Sir Alex Ferguson đã có tổng cộng 34 danh hiệu đua ngựa. Con số này chỉ kém 4 danh hiệu bóng đá của chính ông trong suốt 26 năm cầm quân ở CLB Manchester United. ngày 18/12/2013 vừa qua, tức chưa đầy 2 tuần trước sinh nhật lần thứ 72 của Ferguson, con I'm Fraam Govan đăng quang trên đường đua Kempton Park. Chiến thắng này của I'm Fraam Govan mang lại cho nhà cầm quân huyền thoại của M.U món quà sinh nhật trị giá 60.000 bảng[6]
- Vào ngày 29 tháng 12 năm 2011, con Harry The Viking xuất sắc về nhất trên đường đua Doncaster. Chiến thắng của Harry The Viking là món quà mừng sinh nhật sớm cho Sir Alex[6]